# Riadh Bouazizi
Riadh Ben Khemais Bouazizi (* 8. April 1973 in Bizerta) ist ein ehemaliger tunesischer Fußballspieler. Der Defensiv-Allrounder war langjähriger Nationalspieler. 

## Karriere
Bouazizi spielte 87 Mal für die Tunesische Fußballnationalmannschaft, außerdem stand er im Kader von Roger Lemerre bei der Fußball-Weltmeisterschaft 2006 in Deutschland. Bouazizi nahm ebenfalls an der Fußball-Weltmeisterschaft 1998 in Frankreich und an der Fußball-Weltmeisterschaft 2002 in Japan und Südkorea teil. Mit Tunesien wurde er 2004 Meister bei der Fußball-Afrikameisterschaft 2004. Im Jahr 1996 stand er auch in der Startaufstellung des Endspiels um die Fußball-Afrikameisterschaft, das gegen den Gastgeber Südafrika verloren ging. Somit ist er der einzige tunesischer Fußballspieler, der jemals zwei Endspiele bestritten hatte.

## Erfolge
- Championnat de Tunisie (1): 1997.
- Coupe de Tunisie (1): 1996.
- African Cup Winners’ Cup (1): 1997.
- CAF Confederation Cup (2): 1995 und 1999.
- CAF Super Cup (1): 1998.
- Fußball-Afrikameisterschaft (1): 2004.